# 곡괭이
곡괭이(영어: Pickaxe)는 주로 땅을 파는 용도로 사용하는 연장이다. 괭이의 일종으로 간주되며, 보통의 괭이보다 가늘고 길지만 무게는 더 무겁다. 조선민주주의인민공화국에서는 보통의 괭이도 곡괭이라고 한다.
단단한 땅을 파기 쉽도록 쇠붙이의 머리 부분이 황새의 부리처럼 길고 좁게 생겼다. 날은 강철 또는 주철로 만들며, 자루는 참나무나 느티나무로 만들거나, 금속, 플라스틱, 유리섬유로 제작되기도 한다.
뾰족한 끝은 부수고 들어올리는 데 모두 사용되며, 도끼는 괭이질, 스키밍, 뿌리 자르기에 사용된다.
선사시대 농기구로 개발된 곡괭이는 쟁기, 곡괭이 등 다른 도구로 진화했다. 이것들은 또한 일반 건설과 채광에 사용되었으며 전쟁에 적합했다.

## 역사
선사 시대에는 적절한 종(예: 붉은사슴)의 큰 사슴뿔을 줄기와 가장 낮은 가지까지 잘라내어 한 쪽 끝이 뾰족한 곡괭이로 사용했으며 때로는 큰 동물의 견갑골을 조잡한 삽으로 사용하기도 했다. 중세시대 전쟁에서는 곡괭이가 무기로 사용되었다.

## 무기로서
역사적인 곡괭이는 고대에 백병전을 위한 무기로 쉽게 개조되었다. 수세기에 걸쳐 그것의 측면은 다양한 전투 도끼에 통합되었다.
곡괭이 손잡이는 때로 곤봉용 곤봉으로 단독으로 사용되기도 한다. 존 스타인벡(John Steinbeck)의 분노의 포도(The Grapes of Wrath)에서 이민자 농부들을 상대로 곡괭이 손잡이가 사용되었으며, 조지아 주지사 레스터 매독스(Lester Maddox)는 미국의 열기가 뜨거웠던 시절에 흑인들이 백인 전용 레스토랑에 들어가는 것을 금지하기 위해 유사하고 더 가느다란 도끼 손잡이를 사용하겠다고 위협한 것으로 유명하다. 이 손잡이는 영국군에서 공식적으로 지휘봉으로 사용된다.
일반적인 곡괭이 손잡이는 물푸레나무나 히코리 나무로 만들어지며 길이는 약 3피트, 무게는 약 2.5파운드이다. 영국군 곡괭이 손잡이는 규정에 따라 현장 측정에 사용할 수 있도록 길이가 정확히 3피트여야 한다. 새로운 변형 디자인은 다음과 같다.
- 두꺼운 부분에 플라스틱 케이스가 있다.
- 탄소섬유로 제작한다.

이전에는 두꺼운 끝 부분에 강철 케이스를 사용하여 제작되기도 했다.

## 같이 보기
- 괭이